# Roberto Battistini
Pour les articles homonymes, voir Battistini.
 (mars 2017).
Si vous disposez d'ouvrages ou d'articles de référence ou si vous connaissez des sites web de qualité traitant du thème abordé ici, merci de compléter l'article en donnant les références utiles à sa vérifiabilité et en les liant à la section « Notes et références ».
Roberto Battistini, est un visual artiste , né le 16 septembre 1959 à Bastia.

## Biographe
Après son baccalauréat scientifique passé en Corse au lycée Giocante de Casabianca à Bastia, Roberto Battistini suit un premier cycle en  « Sciences et techniques de la communication » à l'université Pierre-Mendès-France.  
Il poursuit cette formation initiale, fortement ancrée sur les sciences et techniques de la communication, par une licence en audiovisuel et cinéma qu’il obtient à l'Université Paris 8 en 1980.
Après un stage à la rédaction du Quotidien de Paris de Philippe Tesson,  il soutient son mémoire de licence sur «Le traitement de la photographie dans la presse quotidienne ». 
Roberto Battistini, qui effectue un double cursus au Conservatoire libre du cinéma français, intègre par concours l’année suivante, la section Photographie de l'École Nationale Supérieure des Arts Décoratifs). Il se  forme entre autres  à la technique mixte de la prise de vues-développement, dite du « Zone system », élaborée par Fred Archer et le mythique Ansel Adams.
Il y découvre aussi le travail de la « Farm Security Administration » américaine, dirigée par Roy Striker avec Richard Saunders, Walker Evans, Dorothea Lange, Russel Lee, Arthur Rothstein. Il expérimente  longuement aussi en laboratoire les techniques du tirage argentique.
Roberto Battistini s’imprègne aussi des immenses portraitistes  que sont Richard Avedon, Irving Penn, Arnold Newman, August Sander, Yousuf  Karsh, Diane Arbus, Annie Leibovitz.

## Agence Viva
En 1984 il intègre  l'Agence Viva, fondée en 1972 par huit photographes inspirés par les idéaux de mai 68 : Martine Franck (l’épouse de Henri Cartier-Bresson), Claude Raymond-Dityvon, François Hers, Hervé Gloaguen, Alain Dagbert, Richard Kalvar, Jean Lattès, Guy Le Querrec, William Klein.
En 1985, il quitte l'agence Viva pour devenir le photographe du magazine Médias  lancé en 1980 par Eudes et Blandine Delafon. Il y crée en deux ans plus de cent couvertures. Portraits  célèbres de personnalités d'icones de l’univers des médias et de la communication.  
Dans son atelier il crée notamment la photographie devenue culte de « Serge Gainsbourg en Salvador Dalí », révélée au public en 2011 lors de l’exposition : « Gainsbourg initiales LG » chez Sotheby's Paris et le French Alliance Institute de New York. 
En 1987, il ouvre son propre studio de prise de vue et s’engage dans la photographie publicitaire tout en continuant à collaborer avec de nombreux  news magazines .
Il travaille ainsi :
- dans la publicité pour : Havas WW, Euro RSCG, PUBLICIS, TBWA, Ogivy , Australie,  Mc Cann Erickson,
- dans la presse pour : Vogue Homme, Paris Match, Le Figaro Magazine, Madame Figaro, Le Point, L’Express, Elle, Frankfurter Magazine, Business Week international, European Travel and Life, etc.

## Récompenses et distinctions
Son travail est récompensé par plusieurs prix :
- 1991: Grand prix des directeurs artistiques  avec l’agence  Australie. Campagne Alcatel. Directeur de création Joël le Berre. Directeur Artistique Christian Vouhé.
- 2007 : Grand prix de l'affichage, Grand prix stratégie, Grand prix du public. Campagne Canal+  « Chirac Pot de départ » Agence BETC Havas WW.

## Expositions
Roberto Battistini expose également son travail lors de grandes manifestations :
- Salon de la photographie de Paris 1987. Personnalités des Médias.
- Festival Visa pour l'image. Perpignan  septembre 1990. Exposition Canal+  les Guignols de l’Info.
- Printemps de la photographie de Cahors "La Mariée autour du Monde"
- Galerie Charpentier chez Sotheby's Paris (Gainsbourg initiales LG) mars 2011
- Alliance française de  New  York, (« Gainsbourg initiales LG ») mai 2011.
- Mois de la Photo Paris 2012 Exposition "Regards D'artistes à Galerie Blumann 4, place des Vosges. Édition d'un premier  livre Regards d'Artistes.
- Exposition "Corse 1943 les combattants de la Liberté". Centre Méditerranéen de la Photographie. Ajaccio septembre 2013 espace Diamant.
- Exposition Corse 1943 les combattants de la Liberté. Centre culturel Una Volta, Bastia, octobre / décembre 2013.
- Mois de la Photo Paris 2014. Exposition "Memoria" Musée National de l'histoire de l'immigration.
- .En octobre 2015 , à l'invitation du cabinet Royal et du Ministère de la culture du Maroc, l'exposition "Memoria" est présentée à la Bibliothèque Nationale du Royaume du Maroc à Rabat.
- En 2016 et 2017 Roberto Battistini développe le projet " Gainsbourg Still Alive" hommage rendu à l'Artiste et fruit de  collaborations multiples avec de nombreux artistes contemporains. L'exposition est présentée en janvier 2017 chez
- Cornette de Saint Cyr.

## Paris Photo
En 2012, dans le cadre du « Mois de la Photo à Paris » organisé par la Maison européenne de la photographie, il présente ses « Regards d’Artistes »  à la Galerie Blumann, Place des Vosges à Paris.
Dans le même temps, en partenariat avec le « Centre Méditerranéen de la Photographie », Roberto Battistini conduit, en Corse et  en Afrique du nord un travail de recherche qui  interroge la mémoire du territoire, des hommes et des lieux  autour des événements de la libération de l’île en octobre 1943.
À l’occasion du soixante-dixième anniversaire de la libération de la Corse, ce travail a donné  lieu en 2013 à deux  expositions à Ajaccio et à Bastia programmées ainsi que  la réalisation d'un beau livre "Corse 1943 les combattants de la Liberté" en collaboration avec l'écrivain Marie Ferranti.
En 2014 sélectionnée par la Maison européenne de la photographie , l'exposition « Memoria » soutenue par la collectivité territoriale de Corse, la Ville de Bastia  et la DMPA a été présentée au Musée de l'Histoire de l'immigration, Palais de la Porte-Dorée à Paris.
À l'invitation du Ministère de la culture Marocain  et du cabinet Royal cette exposition a été présentée à Rabat à la bibliothèque nationale du Royaume du Maroc en  octobre 2015. 
Ce travail de recherche  historiographique a reçu le soutien de la Fondation Cartier pour l'Art contemporain, de la Direction de la Mémoire du ¨Patrimoine et des Archives (Ministère de la Défense) et a reçu l'homologation nationale du 70em anniversaire.